# Benoye
Benoye est une ville du Tchad.
Elle est le chef-lieu du département du Ngourkosso dans la région du Logone-Occidental.

## Géographie
Benoye est situé à environ 60 km au nord-est de Moundou la capitale économique du Tchad. La population de Benoye est à 99 % Ngambaye, un des groupes ethniques Sara. L'économie de Benoye repose presque exclusivement sur l'agriculture: mil, sorgho, arachides, sésame, etc.

## Histoire
L’histoire de Benoye est liée à la maison des Guelbé qui est la dynastie régnante sur le canton de Benoye. Bien avant l’apparition de l’administration moderne actuelle.